# افسانه زورو (سریال انیمه)
افسانه زورو (به ژاپنی: 快傑ゾロ) یک انیمه ژاپنی است که بر اساس شخصیت معروف غربی زورو ساخته شده‌است. این سریال تلویزیونی بین سالهای ۱۹۹۶ تا ۱۹۹۷ میلادی در پنجاه و دو قسمت پخش شد. انیمه سینمایی راز زورو (به ژاپنی‌:ゾロの秘密)خلاصه این مجموعه سریالی است. این سریال به جز کشور ژاپن در برخی کشورهای دیگر از جمله پرتغال و اسپانیا و ایران نیز پخش شده و بسیار محبوب شد.در این مجموعه اسب زورو رنگش از سیاه به سفید تغییر کرد و برناردو از یک مرد ناشنوا هم سن دیگو به پسر بچه ای سالم تبدیل شد و  با لباسی مانند لباس زورو با نام بچه زورو کنار زورو با ستم مبارزه می کرد.